# Pays d'Auray
Le Pays d'Auray est un pôle d'équilibre territorial et rural (PETR), créé le 1er janvier 2004 sous la forme d'un syndicat mixte, qui compte près de 98 000 habitants sur 28 communes.

## Composition
Le Pays d'Auray est composé des 28 communes suivantes, faisant partie de deux intercommunalités (Auray Quiberon Terre Atlantique et la communauté de communes de Belle-Île-en-Mer) :
| Nom                   | Code Insee | Gentilé            | Superficie (km2) | Population (dernière pop. légale) | Densité (hab./km2) |
| --------------------- | ---------- | ------------------ | ---------------- | --------------------------------- | ------------------ |
| Auray (siège)         | 56007      | Alréens            | 6,91             | 14 417 (2022)                     | 2 086              |
| Bangor                | 56009      | Bangorins          | 25,54            | 1 002 (2022)                      | 39                 |
| Belz                  | 56013      | Belzois            | 15,67            | 3 869 (2022)                      | 247                |
| Brech                 | 56023      | Brechois           | 40,86            | 7 057 (2022)                      | 173                |
| Camors                | 56031      | Camoriens          | 37,09            | 3 180 (2022)                      | 86                 |
| Carnac                | 56034      | Carnacois          | 32,71            | 4 215 (2022)                      | 129                |
| Crach                 | 56046      | Crachois           | 30,54            | 3 458 (2022)                      | 113                |
| Erdeven               | 56054      | Erdevennois        | 30,64            | 3 987 (2022)                      | 130                |
| Étel                  | 56055      | Étellois           | 1,74             | 2 058 (2022)                      | 1 183              |
| Hœdic                 | 56085      | Hœdicais           | 2,08             | 103 (2022)                        | 50                 |
| Île-d'Houat           | 56086      | Houatais           | 2,91             | 214 (2022)                        | 74                 |
| Landaul               | 56096      | Landaulais         | 17,35            | 2 487 (2022)                      | 143                |
| Landévant             | 56097      | Landévantais       | 22,34            | 4 049 (2022)                      | 181                |
| Locmaria              | 56114      | Locmariaistes      | 20,55            | 973 (2022)                        | 47                 |
| Locmariaquer          | 56116      | Locmariaquérois    | 10,99            | 1 567 (2022)                      | 143                |
| Locoal-Mendon         | 56119      | Locoalo-Mendonnais | 39,97            | 3 529 (2022)                      | 88                 |
| Le Palais             | 56152      | Palantins          | 17,43            | 2 576 (2022)                      | 148                |
| Ploemel               | 56161      | Ploemelois         | 25,16            | 3 109 (2022)                      | 124                |
| Plouharnel            | 56168      | Plouharnelais      | 18,32            | 2 272 (2022)                      | 124                |
| Plumergat             | 56175      | Plumergatais       | 41,94            | 4 199 (2022)                      | 100                |
| Pluneret              | 56176      | Pluneretains       | 26,2             | 6 257 (2022)                      | 239                |
| Pluvigner             | 56177      | Pluvignois         | 82,83            | 7 644 (2022)                      | 92                 |
| Quiberon              | 56186      | Quiberonnais       | 8,83             | 4 782 (2022)                      | 542                |
| Saint-Philibert       | 56233      | Saint-Philibertins | 7,05             | 1 580 (2022)                      | 224                |
| Saint-Pierre-Quiberon | 56234      | Saint-Pierrois     | 7,54             | 2 327 (2022)                      | 309                |
| Sainte-Anne-d'Auray   | 56263      | Saintannois        | 4,97             | 2 837 (2022)                      | 571                |
| Sauzon                | 56241      | Sauzonnais         | 22,11            | 1 043 (2022)                      | 47                 |
| La Trinité-sur-Mer    | 56258      | Trinitains         | 6,2              | 1 837 (2022)                      | 296                |

À sa création, le pays comptait quatre structures intercommunales :
- Communauté de communes du Pays d'Auray
- Communauté de communes de Belle-Île-en-Mer
- Communauté de communes de la Côte des Mégalithes
- Communauté de communes de la Ria d'Étel

Par ailleurs, sept des vingt-huit communes membres ne faisaient pas partie d'un établissement public de coopération intercommunale (EPCI) à fiscalité propre.

## Administration
Le 1er janvier 2015, le Syndicat mixte du Pays d'Auray devient un pôle d'équilibre territorial et rural.
Son président actuel est Philippe Le Ray, adjoint au maire de Plumergat et président d'Auray Quiberon Terre Atlantique.
Le Pays d'Auray compte 4 vice-présidents :
1. Annaïck Huchet, présidente de la CCBI et maire de Bangor ;
2. Hervé Cagnard, vice-président d'AQTA et maire de Locmariaquer ;
3. Patrick Le Pelletier-Boisseau, membre du conseil communautaire de la CCBI et conseiller municipal du Palais ;
4. Stéphanie Doyen, vice-présidente d'AQTA et maire de Saint-Pierre-Quiberon.